# Torcheville
Torcheville é uma comuna francesa na região administrativa de Grande Leste, no departamento de Mosela. Estende-se por uma área de 6,14 km². Em 2010 a comuna tinha 114 habitantes (densidade: 18,6 hab./km²).